# Блекберн Роверз
Бле́кберн Ро́верз (англ. Blackburn Rovers Football Club) — професіональний англійський футбольний клуб з міста Блекберн. Заснований за ініціативи заможних містян на зборах у готелі «Леґер» 5 листопада 1875 року, а вже 18 грудня клуб провів свій перший матч, що завершився у нічию 1:1.
У 1888 році клуб став одним із засновників Футбольної ліги. Так само у 1992 році «Роверз» стали засновниками Прем'єр-ліги. Таким чином «Блекберн» входить до трійці засновників обох англійських вищих футбольних чемпіонатів (разом з «Астон Віллою» та «Евертоном»). Клуб довгий час не мав власної арени, а у 1890 році перебрався на «Івуд Парк», що є одним з найстаріших футбольних стадіонів Англії. Більша частина успішних сезонів «роверз» була до 1930-х років. У 1966 році команда вибула з Першого дивізіону. Наступні 26 сезонів «Блекберн Роверз» провели у Другому та Третьому дивізіонах.
У 1992 році команду придбав сталевий магнат Джек Волкер. Разом з ним прийшов до команди шотландський тренер Кенні Далгліш. Волкер виділив багато грошей на розвиток команди, і у 1992—94-му роках команда била трансферні рекорди українського футболу. До команди прийшли такі гравці як Алан Ширер, Грем Ле Со, Кріс Саттон та ін. Це призвело до того, що у сезоні 1993—94 команда займає друге місце у АПЛ, а вже наступного сезону виграє Прем'єр-лігу. Після цього Далгліша перевели на пост спортивного директора, а його наступники не змогли досягти успіху у Лізі чемпіонів. Далі справи клубу погіршувалися, і за підсумками сезону 1998—99 клуб потрапив до Чемпіонату. На той час команду покинули всі її зіркові гравці. У 2000 році помер Волкер, і на його честь «Роверз» присвятили кампанію з повернення до вищого дивізіону. За підсумками сезону 2000—01 «Белкберн» повернувся до Прем'єр-ліги. З того часу команда чотири рази кваліфікувалася до Кубка УЄФА: одного разу як переможці Кубка Англії, двічі з 1-го місця у чемпіонаті та ще одного разу через Кубок Інтертото.
Латинський девіз «Arte et labore» початково належав місцевим міським зборам, і перекладається як «Мистецтвом та працею». Команда традиційно грає у біло-синій формі з широкими вертикальними смугами.

## Історія

### Початок
Клуб було засновано на зборах у блекбернському готелі Леджер 5 листопада 1875 року The first match played by Blackburn Rovers took place in Church, Lancashire on 18 December 1875 and was a 1–1 draw.

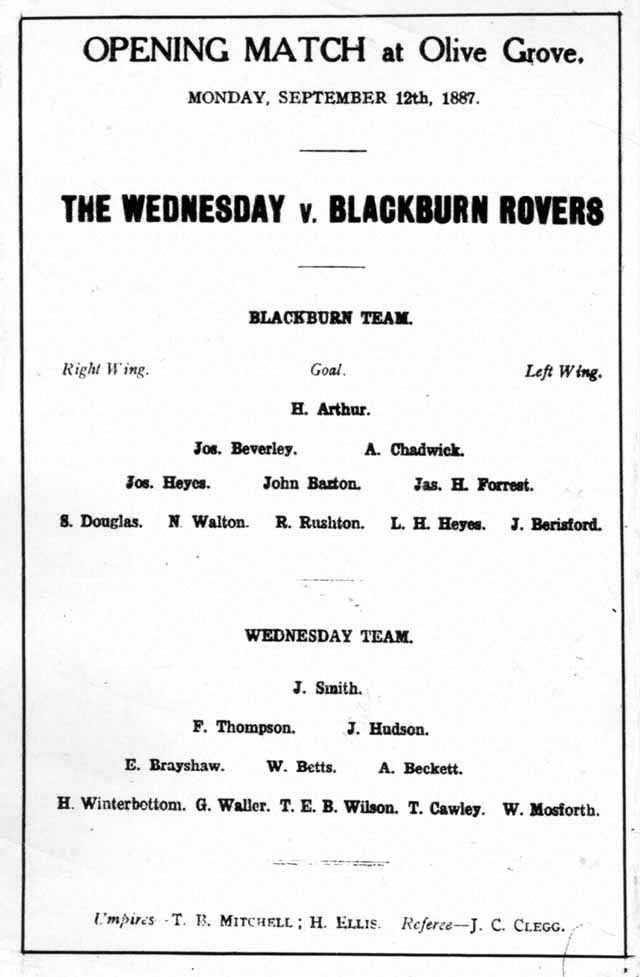
Афіша матчу Блекберн Роверз проти 'Шеффілд Венсдей' на Olive Grove

28 вересня 1878 року Блекберн Роверз став одним з 23 клубів, що сформували Ланкаширську футбольну Асоціацію. А 1 листопада 1879 року клуб зіграв перший матч у Кубку Англії, перемігши ФК Тайн 5-1.. Однак у третьому раунді змагань вони припинили виступи, зазнавши нищівної поразки 6-0 від Ноттінгем Форест

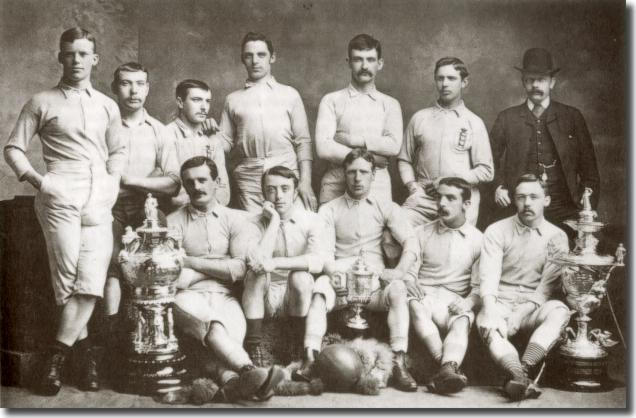
Святкування здобуття першого Кубку Англії 1884 року. На знімку зображено Кубок Східного Ланкашира; Кубок Англії та Кубок Ланкашира. Ззаду (зліва направо): J. M. Lofthouse, H. McIntrye, J. Beverly, Kurt Edwards, F. Suter, J. Forrest, R. Birtwistle Спереду (зліва направо): J. Douglas, J. E. Sowerbutts, J. Brown, G. Avery, J. Hargreaves.

25 березня 1882 року клуб у дійшов до фіналу Кубка Англії, ставши першою провінційною командою, якій вдалося дійти до фіналу, але поступилися тодішнім переможцям Олд Етоніанз 1-0
Виграти Кубок вдалося 29 березня 1884 після перемоги 2-1 над шотландською командою Квінз Парк Ці ж самі клуби розіграли Кубок між собою і наступного року. Блекберн здобув упевнену перемогу 2-0.
Роверз повторили успіх і наступного сезону, перемігши 2-0 у повторному фінальному матчі Вест-Бромвіч Альбіон. За три поспіль перемоги у Кубку Англії клуб нагороджений срібною відзнакою та правом зображувати герб клубу на кутових прапорцях.
Наступного сезону клуб почав виступати на професійному рівні. На зарплати футболістам Блекберн Роверз впродовж сезону витратив 615 фунтів стерлінгів.

### Біля витоків Футбольної ліги
Блекберн Роверз увійшов до числа засновників Футбольної ліги 1888 року.
Блекберн Роверз знову здобув право грати у фіналі Кубку Англії 29 березня 1890 року на стадіоні Кеннінгтон Овал Клуб здобув трофей вчетверте, розгромивши вже знайомий Шеффілд Венсдей 6-1. Гравець Роверз Вільям Таунлі став першим гравцем, який забив три голи у фіналі Кубку Англії, встановивши хет-трик.

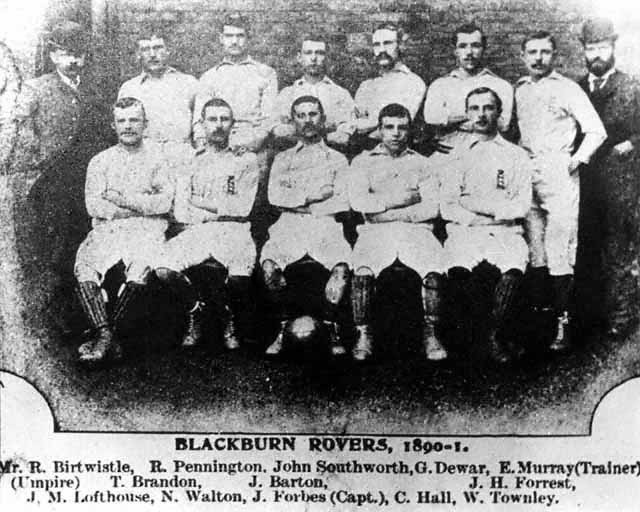
Володарі Кубку Англії сезону 1890-91

У сезоні 1890-91 Блекберн Роверз вже вп'яте здобув Кубок Англії, перемігши Ноттс Каунті 3-1 У сезоні 1897-98 клуб залишився у Першому дивізіоні лише завдяки збільшенню команд-учасниць до 18. Цей сезон відзначився початком 45-річної співпраці з клубом Боба Кромптона, гравця і тренера, під керівництвом якого клуб кілька разів вигравав Кубок Англії.

### Початок 20 століття
Блекберн Роверз продовжив боротьбу і на початку 20 століття, однак вагомих результатів вдалося досягти лише після реновацій. Значних оновлень зазнав Івуд Парк: 1905 року було збудовано дах над Дарвенською трибуною, а новорічного дня 1907 відкрилася трибуна Нуттал Енд. Протягом першої третини століття вони зберігали місце на вершині англійської ліги, ставши чемпіонами Першого дивізіону сезонів 1911-12 та 1913-14 та володарями Кубку Англії 1927—1928, перемігши у фіналі Гаддерсфілд Таун 3-1. Але цей кубок став останнім у найближчі 70 років.

### Середина XXст.

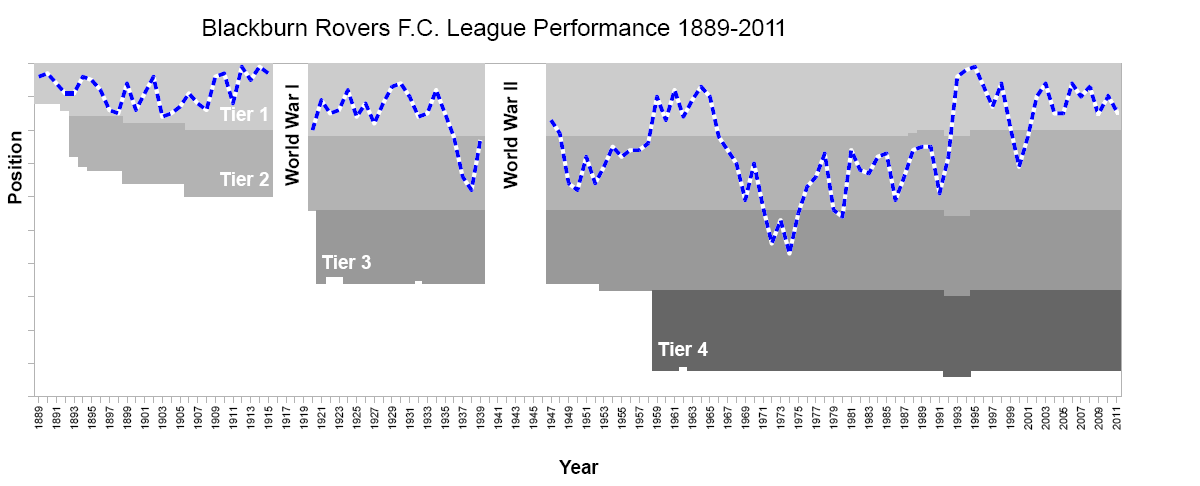
Таблиця прогресу клубу у системі ліг Англії від стартового сезону в 1888–89 до 2010–11, коли Блекберн фінішував 15-м у Прем'єр-лізі

Блекберн Роверз утримував позиції середняка Першого дивізіону, аж до вильоту (вперше з заснування ліги) у сезоні 1935-36.
Після відновлення ліги після війни Блекберн Роверз понизився у класі в сезоні 1947-48. Це стало приводом для запровадження традиції поховання невдачі. Клуб тримався у другому дивізіоні аж до 1958 року, коли вони знову повернулися до середини Першого дивізіону, де вони перебували на початку століття. 1960-го року клуб під керівництвом шотландця Даллі Данкана дійшов до фіналу Кубка Англії, однак програв Вулверхемптону 3-0, провівши більшість гри вдесятьох.
Коротка надія на повернення слави жевріла у сезоні 1963-64, коли історична перемога 8-2 над Вест Гем Юнайтед у східному Лондоні дозволила Блекберну очолити лігу. Однак таке становище протрималося недовго. Клуб опустився у таблиці, пропустивши вперед Ліверпуль, який за 26 років здобув 12 титулів, у той час як Блекберн вилетів з Першого дивізіону у 1966 році та довгі 26 років перебував у нижчих лігах.

### 1970-ті та 1980-ті
У 70-х роках клуб балансував між Другим та Третім дивізіонами. 1975 року вони виграли Третій дивізіон, але ніяк не могли зачепитися за вихід до Першого дивізіону, незважаючи на всі зусилля тренерів повернути клуб на попередні рейки, однак все закінчилося вильотом у Третій дивізіон 1979 року. Однак вже 1980 року вони отримали підвищення як фіналісти Третього дивізіону. Наступного сезону вони майже повернулися у перший дивізіон, однак блекбернці поступилися лише за різницею м'ячів. Тоді був звільнений тренер Ховард Кендалл, який улітку перейшов у Евертон. Наступник Кендалла Боббі Сакстон протягом трьох сезонів утримував клуб у середині таблиці, потім у сезоні 1984-85 майже досяг підвищення у класі, однак зупинка за крок вильоту та слабкий початок сезону 1986-87 коштував Сакстону посади.
Сакстона замінив Дон Маккей, який привів їх до неймовірного фінішу у тому сезоні та перемогу у Кубку повноправних членів. Наступні 3 сезони Блекберн закінчував за крок до підвищення у класі. Найближче вони підійшли до підвищення у класі у сезоні 1989-90, останньому сезоні двоматчевих протистоянь плей-офф, однак зазнали поразки від Кристал Пелес. Ця поразка у півфіналі плей-офф принесло розчарування на Івуд Парк. А вже наступного сезону клуб став власністю місцевого сталевиробника Джека Вокера, який опікувався клубом до своєї смерті у 2000 році.

### 1990-ті
Сезон 1990-91 Блекберн закінчив на 19 місці. Новий власник витратив кілька мільйонів фунтів на нових гравців та запросив як тренера Кенні Далгліша. Наступного сезону Блекберн забезпечив собі місце у Прем'єр-лізі, покінчивши з 26-річним відлученням від еліти.
Головну сенсацію літа 1992 року стало придбання Роверз 22-річного центр-форварда Саутгемптона та збірної Англії Алана Ширера за 3,5 млн фунтів. Посівши четверте місце у сезоні 1992-93, та друге місце наступного, вони виграли Прем'єр-лігу у 1995 році. Боротьба за титул тривала до останнього матчу сезону, і, незважаючи на поразку від Ліверпуля, Блекберну вдалося утримати комфортну різницю, вигравши титул у затятих суперників Манчестер Юнайтед.
Кенні Дагліш був підвищений до посади адміністратора у кінці переможного сезону, а головним тренером став його асистент Рей Харфорд. Блекберн Роверз слабко розпочали сезон 1995—1996 — більшість першої половини сезону вони перебували на нижніх щаблях турнірної таблиці. Невдалим був виступ і у Лізі Чемпіонів — клуб закінчив виступи з чотирма очками на останньому місці. Жахливий старт у Прем'єр-лізі призвів до відставки Рея Харфорда. На кінець жовтня клуб перебував у зоні вильоту — і це через два сезони після тріумфу! Після марних спроб запросити як тренера Ерікссона керівництво клубом взяв на себе Тоні Паркс, який нейтралізував загрозу вильоту з Прем'єр-ліги. По закінченні сезону Паркс поступився посадою колишньому тренеру Інтернаціонале Рою Годжсону.. Завдяки фінішу на 6 місці Блекберн узяв участь у розіграші Кубок УЄФА, однак Роверз знову провалили початок сезону 1998-99 і після поразки від аутсайдера змагань Саутгемптона, що зміцнило шанси клубу на виліт. He was replaced as manager by Brian Kidd.
Після звільнення Годжсона клуб очолив Брайан Кідд. Однак безгольова нічия з Манчестер Юнайтед поставила хрест на спробах Кідда зберегти клуб у елітному дивізіоні.

### 2000-ні

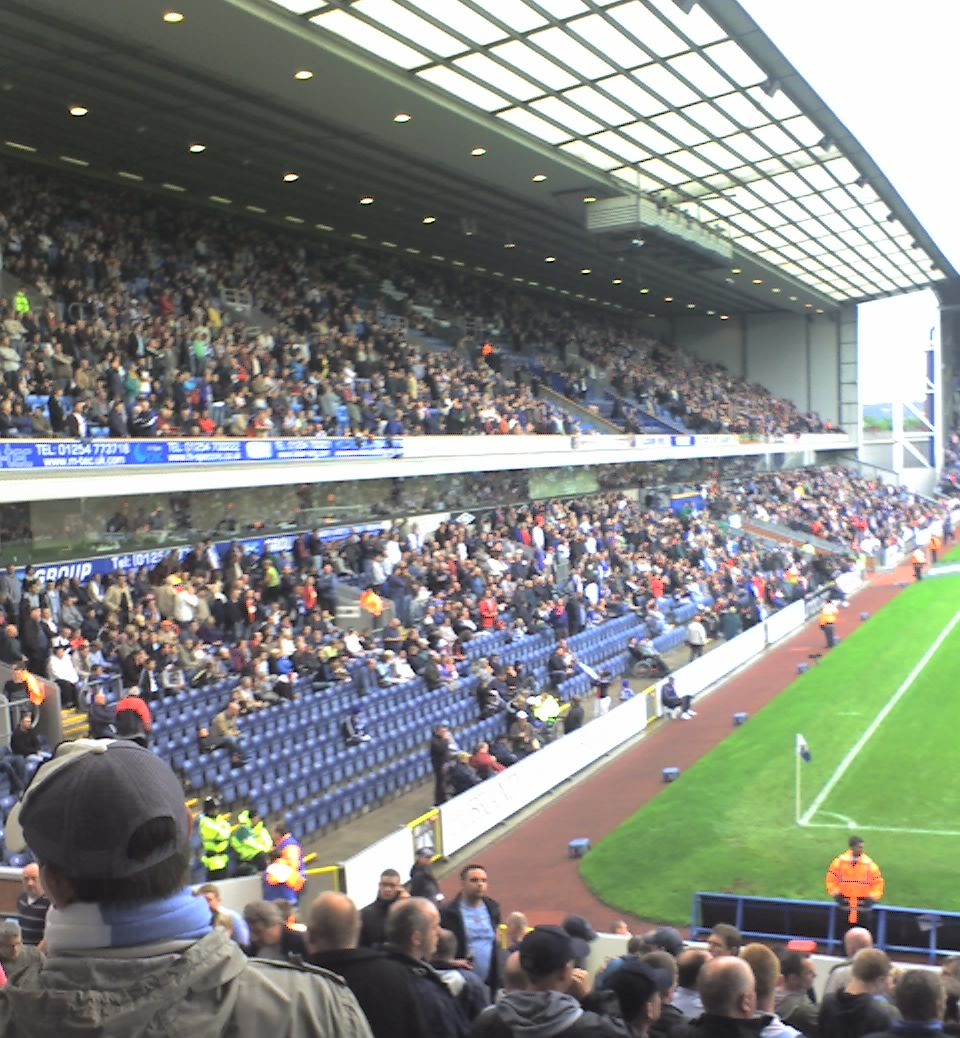
Трибуна Джона Вокера під час матчу

Сезон 1999–2000 Роверз почав як кандидат на підвищення, однак невпевнена гра та загроза вильоту з Чемпіоншип змусили керівництво у жовтні відмовитись від послуг Кідда. У березні новим тренером став Грем Сунес Джек Вокер помер невдовзі після початку сезону 2000—2001, тому клуб присвятив йому свій вихід до Прем'єр-ліги. Зрештою, блискуче провівши сезон, вони повернулися до найвищого дивізіону, фінішувавши другими після Фулгема.
У чемпіонаті 2001-02, Блекберн побили свій рекорд, придбавши за 8 млн фунтів Ендрю Коула, та уперше в історії завоювали Кубок ліги. Переможний гол у ворота Тоттенгема забив саме Коул. Наступний сезон Роверз завершив на 6-му місці та кваліфікувався до Кубку УЄФА. Сунес залишив клуб на початку сезону 2004—2005, щоб очолити Ньюкасл Юнайтед. Новим тренером став Марк Г'юз Він врятував команду від вильоту з Прем'єр-ліги у сезоні 2004—2005 та довів блекбернців до півфіналу Кубку Англії, де вони поступилися Арсеналу. Наступний же сезон Роверз завершив на 6-му місці та втретє за п'ять років потрапив у європейську кваліфікацію.
Роверз досягли півфіналу Кубку Англії 2006—2007, але програли у додатковий час Челсі. У лізі ж клуб став десятим, кваліфікувавшись до Кубку Інтерното, забезпечивши участь у Кубку УЄФА. У травні 2008 Г'юз перейшов до Манчестер Сіті. Клуб очолив Пол Інс. Першочерговим завданням нового тренера стало вмовити гравців, які хотіли покинути клуб, змінити рішення. Асистентом Інса став Арчі Нокс. Спершу Інс справлявся зі своїм завданням, однак одинадцяти матчева невиграшна серія призвела до його звільнення у грудні 2008. На зміну Інсу прийшов Сем Еллардайс, при якому Блекберн у сезоні 2009—2010 посів десяте місце та дійшов півфіналу Кубку ліги.
У листопаді 2010 року клуб придбала індійська компанія V H Group, представлена у Англії под. торговельною маркою Venky's. Нові власники звільнили Еллардайса, замінивши його тренером основного складу Кіном спочатку тимчасово, а потім на постійній основі.
Станом на 30 червня 2011 року Блекберн повідомив про чистий збиток 18,6 млн фунтів, незважаючи на фінансування клубу новими власниками навіть після вильоту з найвищого дивізіону.
7 травня 2012 року завершилося 11-річне безперервне перебування Роверз у Прем'єр-лізі. Вони опустилися у Чемпіоншип, програвши вирішальну гру сезону Віган Атлетік На знак помсти вболівальники Блекберна випустили на поле курча, що ледь не зірвало матч.

## Склад команди
Станом на 30 серпня 2024
| 1  | ВР | Англія    | Енслі Пірс                        |  |  |  |  |  |
| 12 | ВР | Угорщина  | Балаж Тот                         |  |  |  |  |  |
| 13 | ВР | Англія    | Джо Гільтон                       |  |  |  |  |  |
| 34 | ВР | Англія    | Джак Берретт                      |  |  |  |  |  |
| 35 | ВР | Англія    | Джордан Істгем                    |  |  |  |  |  |
|    |    |           |                                   |  |  |  |  |  |
| 2  | ЗХ | Англія    | Каллум Бріттен                    |  |  |  |  |  |
| 3  | ЗХ | Англія    | Героі Пікерінґ                    |  |  |  |  |  |
| 4  | ЗХ | Англія    | Кайл МакФадзін                    |  |  |  |  |  |
| 5  | ЗХ | Шотландія | Домінік Гайам                     |  |  |  |  |  |
| 15 | ЗХ | Англія    | Данні Барт                        |  |  |  |  |  |
| 16 | ЗХ | Англія    | Скотт Вортон                      |  |  |  |  |  |
| 17 | ЗХ | Англія    | Гайден Картер                     |  |  |  |  |  |
| 24 | ЗХ | Уельс     | Оуен Бек (в оренді з «Ліверпуля») |  |  |  |  |  |
| 39 | ЗХ | США       | Лео Дуру                          |  |  |  |  |  |
| 40 | ЗХ | Англія    | Матті Літерланд                   |  |  |  |  |  |
|    |    |           |                                   |  |  |  |  |  |
| 6  | ПЗ | Норвегія  | Сондре Тронстад                   |  |  |  |  |  |
| 8  | ПЗ | Англія    | Тодд Кантвелл                     |  |  |  |  |  |
| 11 | ПЗ | Англія    | Джо Ранкін-Костелло               |  |  |  |  |  |

| 21 | ПЗ | Англія   | Джон Баклі                                 |  |  |  |  |  |
| 22 | ПЗ | Ірландія | Зак Гілсман                                |  |  |  |  |  |
| 27 | ПЗ | Англія   | Льюїс Травіс (капітан)                     |  |  |  |  |  |
| 33 | НП | Англія   | Амаріо Кожір-Дуберрі (в оренді з Брайтона) |  |  |  |  |  |
| 36 | ПЗ | Англія   | Джеймс Едмондсон                           |  |  |  |  |  |
| 42 | ПЗ | Англія   | Льюїс Бейкер (в оренді з «Сток Сіті»)      |  |  |  |  |  |
|    |    |          |                                            |  |  |  |  |  |
| 7  | НП | Ісландія | Арноур Сігюрдссон                          |  |  |  |  |  |
| 9  | НП | Сенегал  | Махтар Ґеє                                 |  |  |  |  |  |
| 14 | НП | Австрія  | Андреас Вайманн                            |  |  |  |  |  |
| 19 | НП | Уельс    | Райан Геджес                               |  |  |  |  |  |
| 20 | НП | Англія   | Геррі Ленард                               |  |  |  |  |  |
| 23 | НП | Японія   | Юкі Огасі                                  |  |  |  |  |  |
| 32 | НП | Англія   | Ігор Тайджон                               |  |  |  |  |  |
| 37 | НП | Ірландія | Том Блоксем                                |  |  |  |  |  |
| 44 | НП | Уельс    | Ексосе Мафумбі                             |  |  |  |  |  |

## Титули та досягнення
- Перший дивізіон/Прем'єр-Ліга (перший рівень):
  - Переможець (3): 1911-12, 1913-14, 1994-95
  - Друге місце (1): 1993-94
- Другий дивізіон/Чемпіонат Футбольної Ліги (другий рівень):
  - Переможець (1): 1938—39
  - Друге місце (2): 1957—58, 2000—01
  - Переможець плей-оф (1):1991—92
- Третій дивізіон/Друга футбольна ліга (третій рівень):
  - Переможці (1): 1974—75
  - Друге місце (1): 1979—80
- Кубок Англії з футболу:
  - Переможець (6): 1883-84, 1884-85, 1885-86, 1889-90, 1890-91, 1927-28
  - Фіналіст (2): 1881-82, 1959-60
- Суперкубок Англії з футболу:
  - Переможець (1): 1912
- Кубок Футбольної Ліги:
  - Переможець (1): 2001-02
- Кубок повноправних членів:
  - Переможець (1): 1987
- Кубок Англії з футболу серед молоді:
  - Переможець (1): 1959
  - Фіналіст (3): 1998, 2000, 2012
- Кубок Ланкашира з футболу:
  - Переможець (18): 1882, 1883, 1884, 1885, 1896, 1901, 1902, 1904, 1907, 1909, 1911, 1945, 1983, 1985, 1987, 1989, 2007, 2011
- Військовий кубок Футбольної ліги
  - Фіналіст(1): 1940